# Khartchin
Le khartchin (ou khartchin-tümet, en mongol littéraire, ᠬᠠᠷᠠᠴᠢᠨ ᠠᠮᠠᠨ ᠠᠶᠠᠯᠭᠤ, qaračin aman ayalγu, littéralement : dialecte oral khartchin) est un dialecte mongol parlé dans la bannière de Harqin de Mongolie-Intérieure, en Chine, par les Khartchins.

## Phonologie

### Voyelles
|         | Antérieure              | Centrale | Postérieure       |
| ------- | ----------------------- | -------- | ----------------- |
| Fermée  | i [i] y [y] ɪ [ɪ] ʏ [ʏ] |          | ə [ɯ] ʉ [ʉ] ʊ [ʊ] |
| Moyenne | ɵ [ɵ]                   |          | o [o]             |
| Ouverte | ɛ [ɛ] œ [œ]             | a [ɑ]    | ɔ [ɔ]             |

Ces voyelles peuvent être longues.